# Gorni Okol, Sofia
Gorni Okol (în bulgară Горни Окол) este un sat în comuna Samokov, regiunea Sofia,  Bulgaria. 

## Demografie
Componența etnică a satului Gorni Okol
     Bulgari (97,96%)
     Nicio identificare (2,03%)
     Altele (0%)
La recensământul din 2011, populația satului Gorni Okol era de 197 locuitori. Din punct de vedere etnic, majoritatea locuitorilor (97,96%) erau bulgari. Pentru 2,03% din locuitori nu este cunoscută apartenența etnică.